# Пітер Егр
Пітер Егр (англ. Peter Agre), 30 січня 1949, Норсфілд, Мінесота США) — американський біолог, медик, професор, Лауреат Нобелівської премії з хімії за відкриття і дослідження аквапорину. Президент Американської асоціації і розвитку науки (AAAS), найбільшої наукової асоціації США.

## Біографія
Здобув ступінь бакалавра в Аугсбургському коледжі Мінеаполіса і ступінь доктора медицини у Університеті Джона Хопкінса. у 1975—1978 пройшов резидентуру в університеті Кейса-Західний резерв. Був віце-президентом з науки і технологій медичного центру університету Дюка в Даремі (Північна Кароліна). У 2003 році здобув Нобелівську премію за відкриття аквапоринів, розділивши її з іншим американцем Родеріком Макіноном.